# Literaturjahr 1749
Liste der Literaturjahre

◄ | Literaturjahr 1749 | 1750 | 1751 | 1752 | 1753 | ►►

Weitere Ereignisse

## Ereignisse
- Das Lustspiel Die Juden von Gotthold Ephraim Lessing hat seine Uraufführung in Berlin.
- 03. Januar: In Kopenhagen erscheint erstmals die Kjøbenhavnske Danske Post-Tidender, der Vorläufer der heutigen dänischen Zeitung Berlingske Tidende.
- 28. Februar: Zum einzigen Mal macht die Marquise de Pompadour eine Ausnahme und nimmt mit Alzire ihres Favoriten Voltaire eine Tragödie in den Spielplan am Hof von Versailles auf. Keine einzige Tragödie Racines oder Corneilles war im Gegensatz dazu gespielt worden. Für die Wiederholung des Stücks konnte die Mätresse Ludwig XV. sogar durchsetzen, dass der Autor des jeweiligen Stückes anwesend sein durfte. Diese später Ehrung erfuhr Voltaire nur ein einziges Mal. Andere Theaterautoren erreichten diese Ehrung nicht, da die Theatertruppe aus finanziellen Gründen wenig später eingestellt wurde.[1]
- 24. Juli: Denis Diderot wird für einige Wochen in Vincennes inhaftiert: Grund war die Veröffentlichung von Pensées philosophiques und Lettre sur les aveugles.
- Der deutsche Dichter und preußische Offizier Ewald Christian von Kleist wird zum Stabskapitän befördert.
- Oliver Goldsmith graduiert mit einem Bachelor of Arts am Trinity College in Dublin.
- 10. September: Nach dem Tod von Émilie du Châtelet akzeptiert Voltaire die Einladung Friedrich II. nach Preußen, der er im folgenden Sommer nachkommen wird.

## Neuerscheinungen

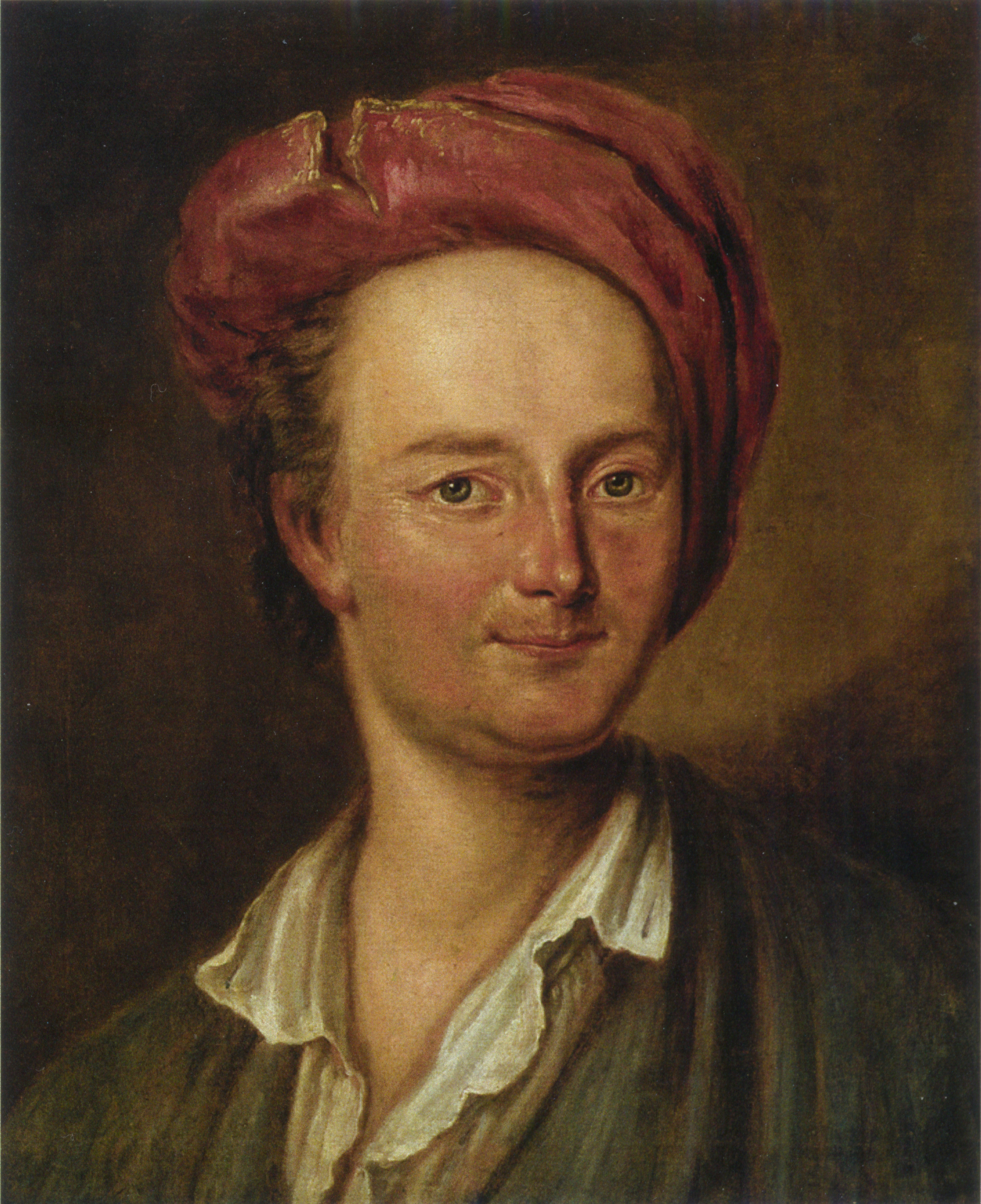
Ewald Christian von Kleist

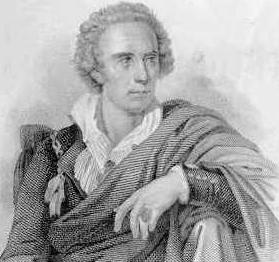
Vittorio Alfieri

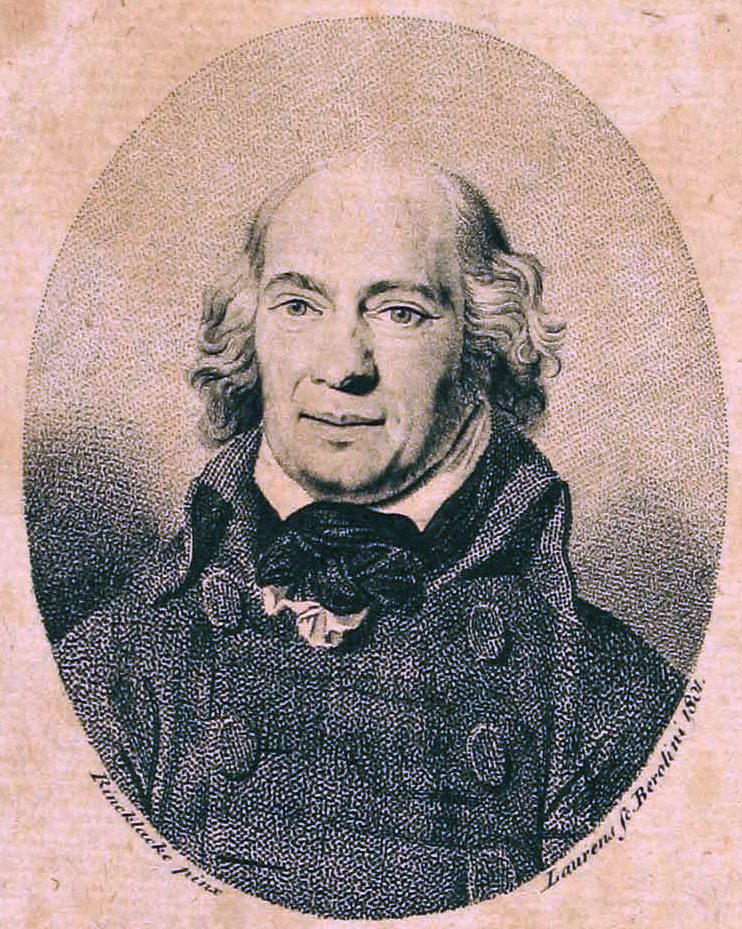
Nikolaus Kindlinger

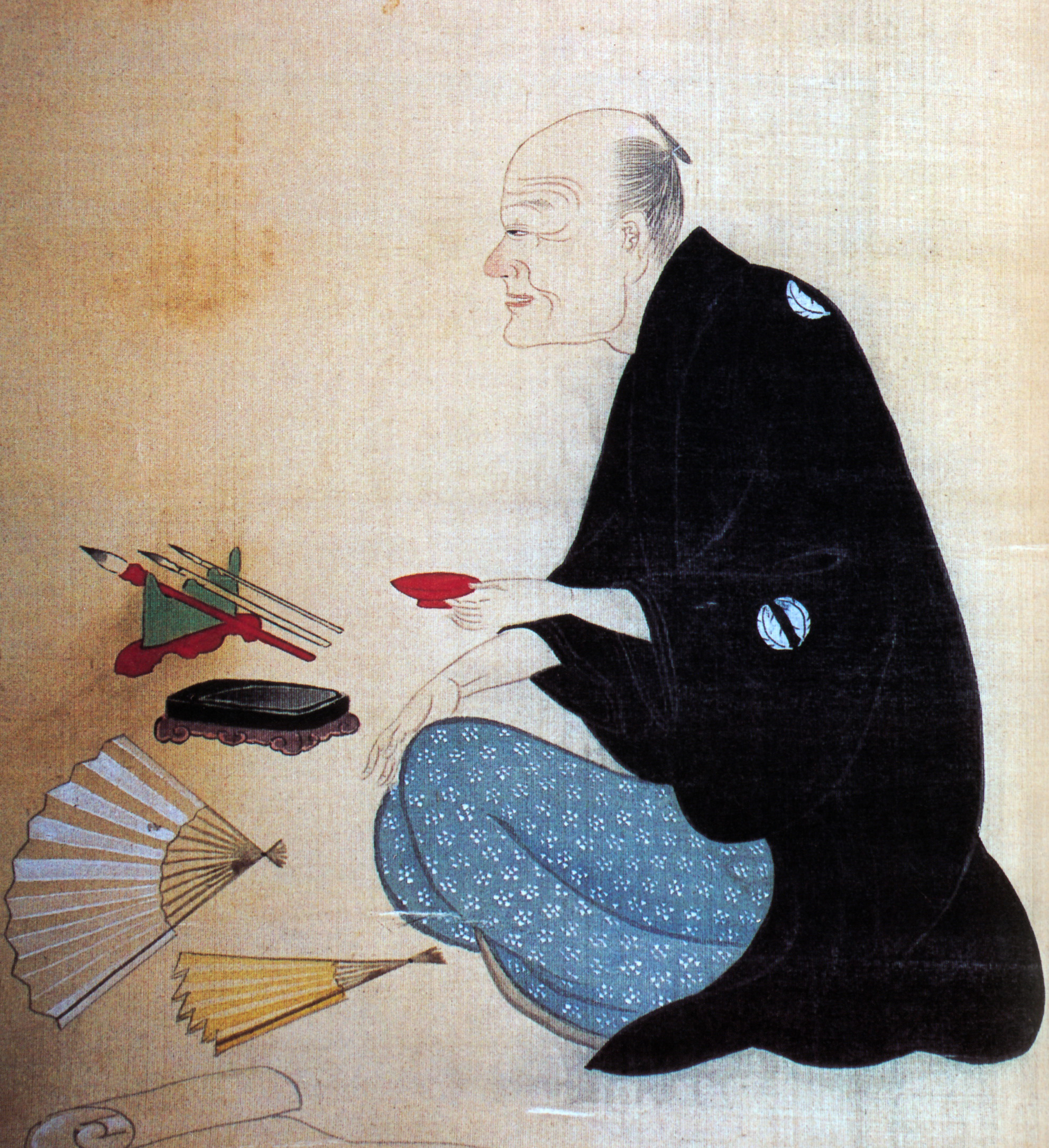
Ōta Nampo – Porträt von Chōbunsai Eishi

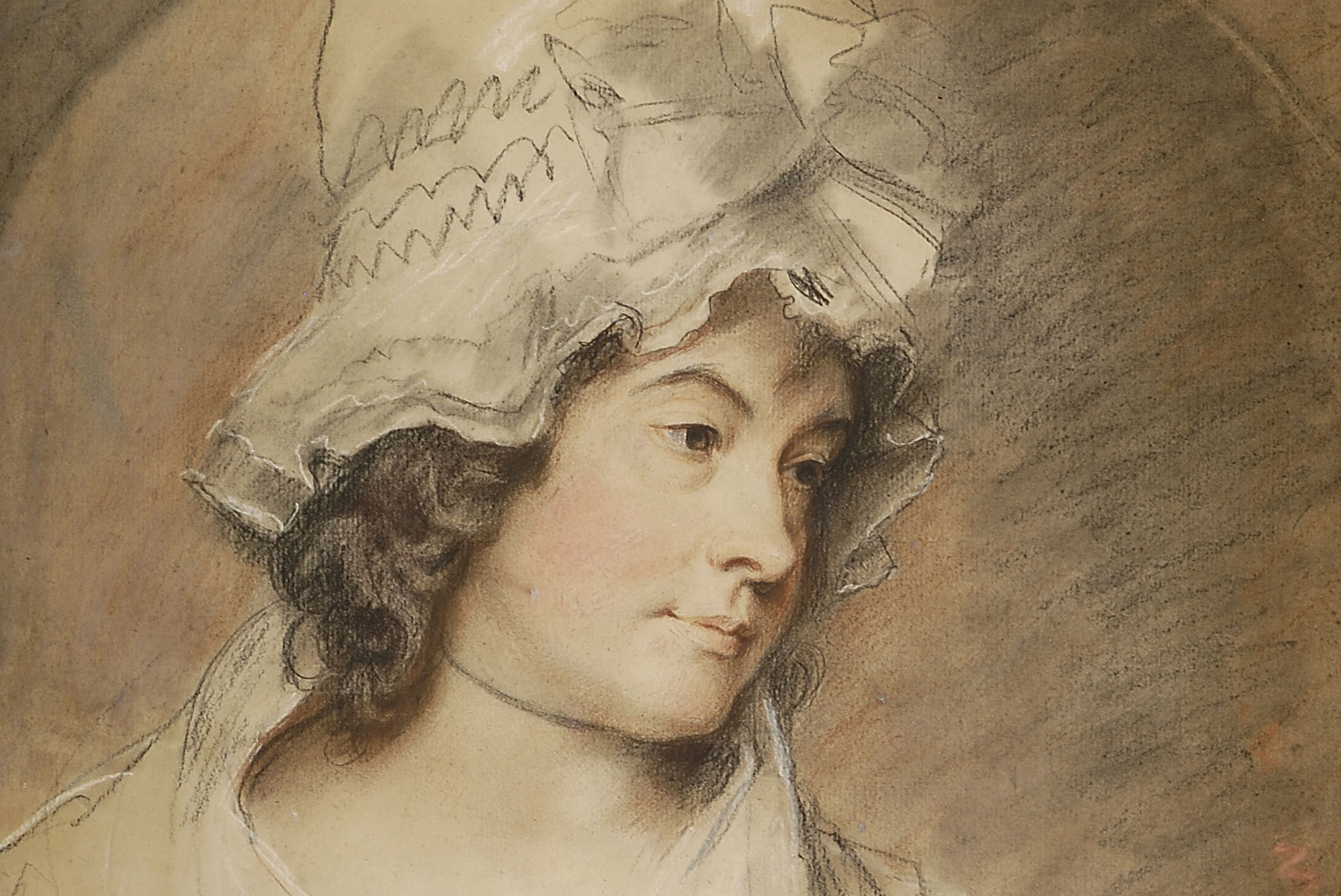
Charlotte Turner Smith gezeichnet von George Romney

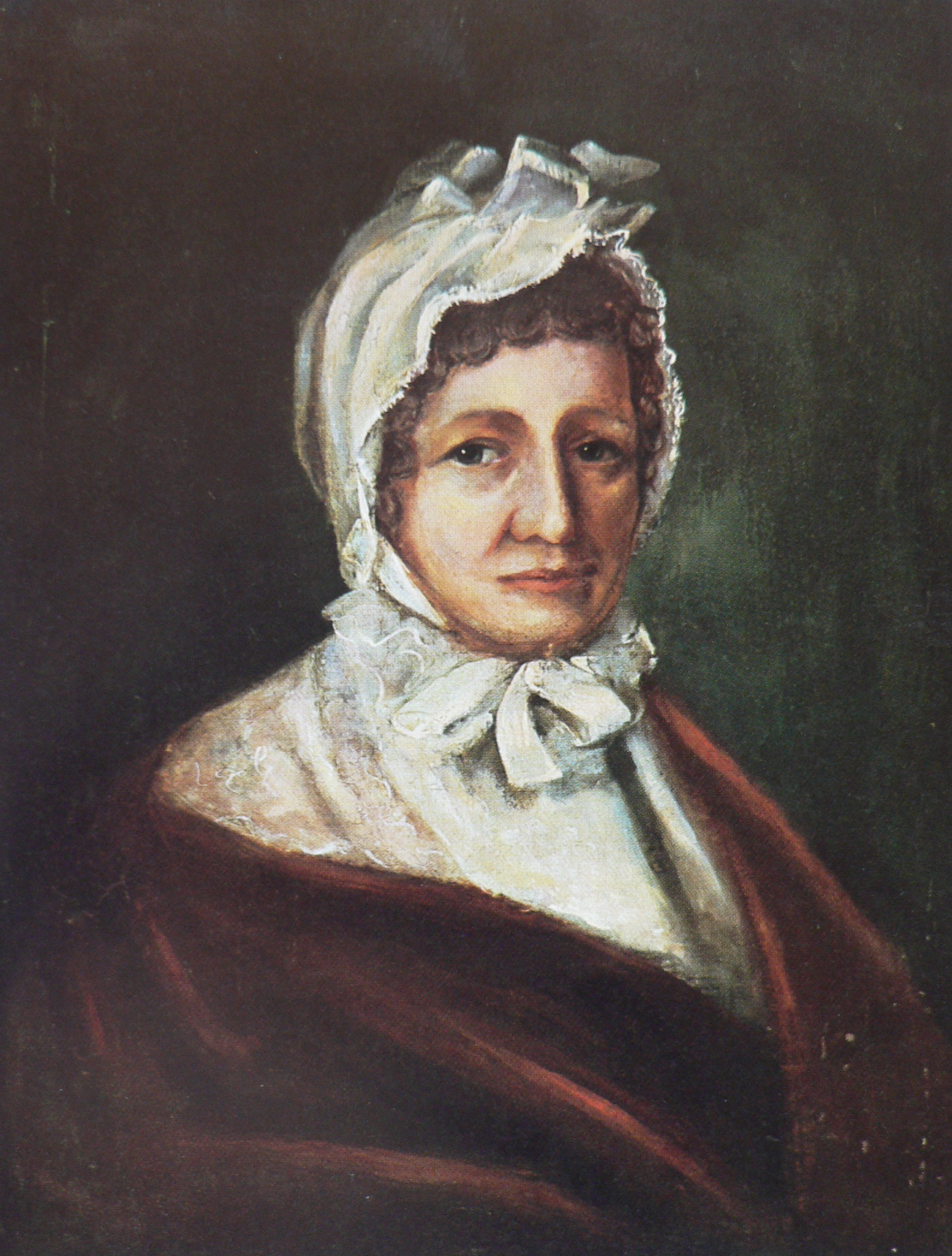
Jenny von Voigts

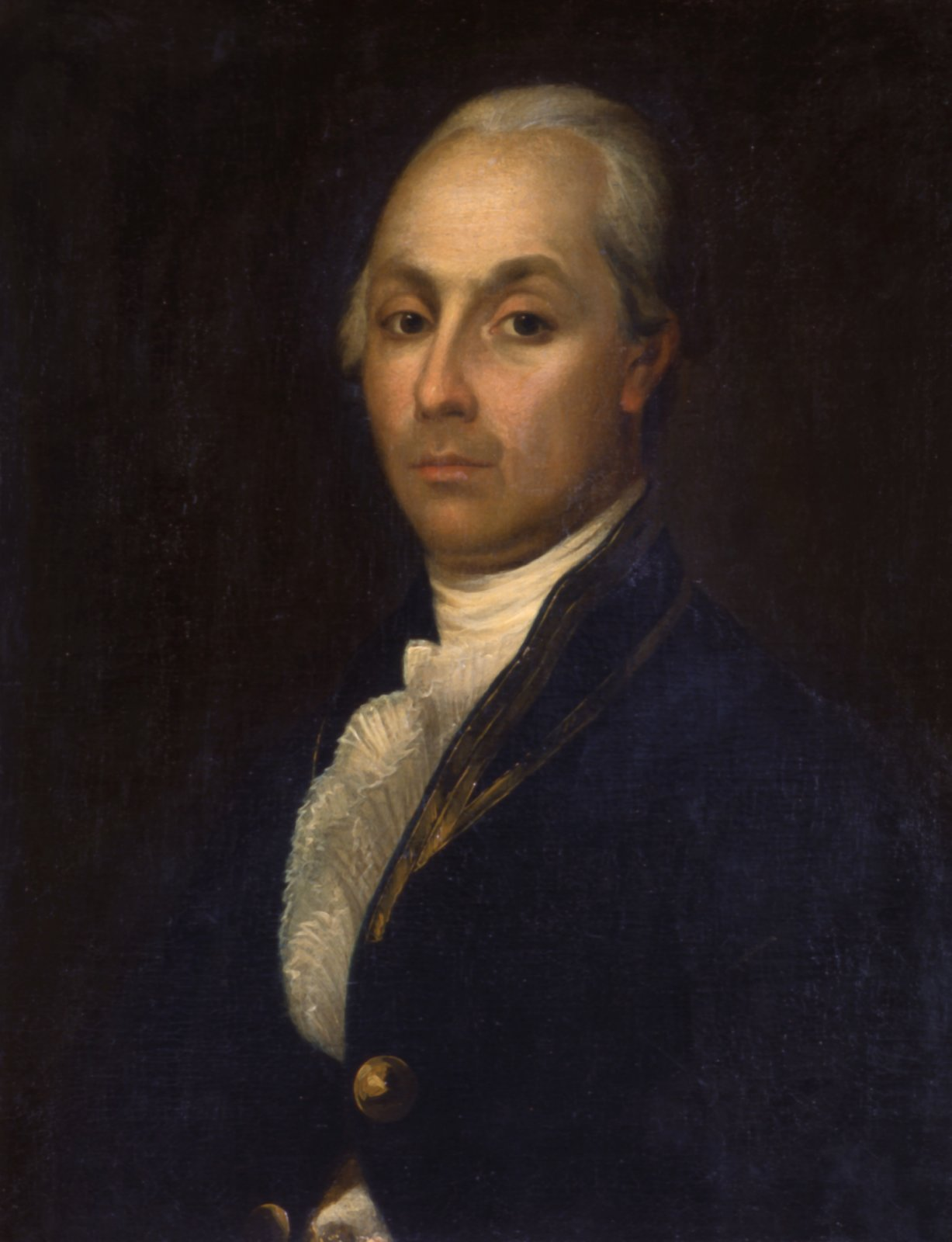
Alexander Nikolajewitsch Radischtschew

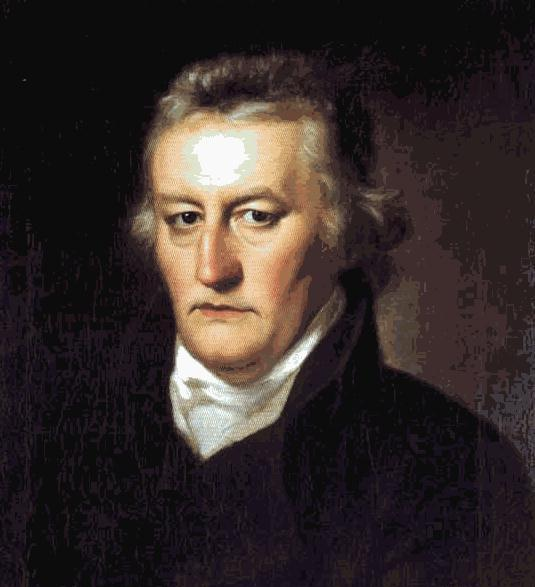
Anton Matthias Sprickmann

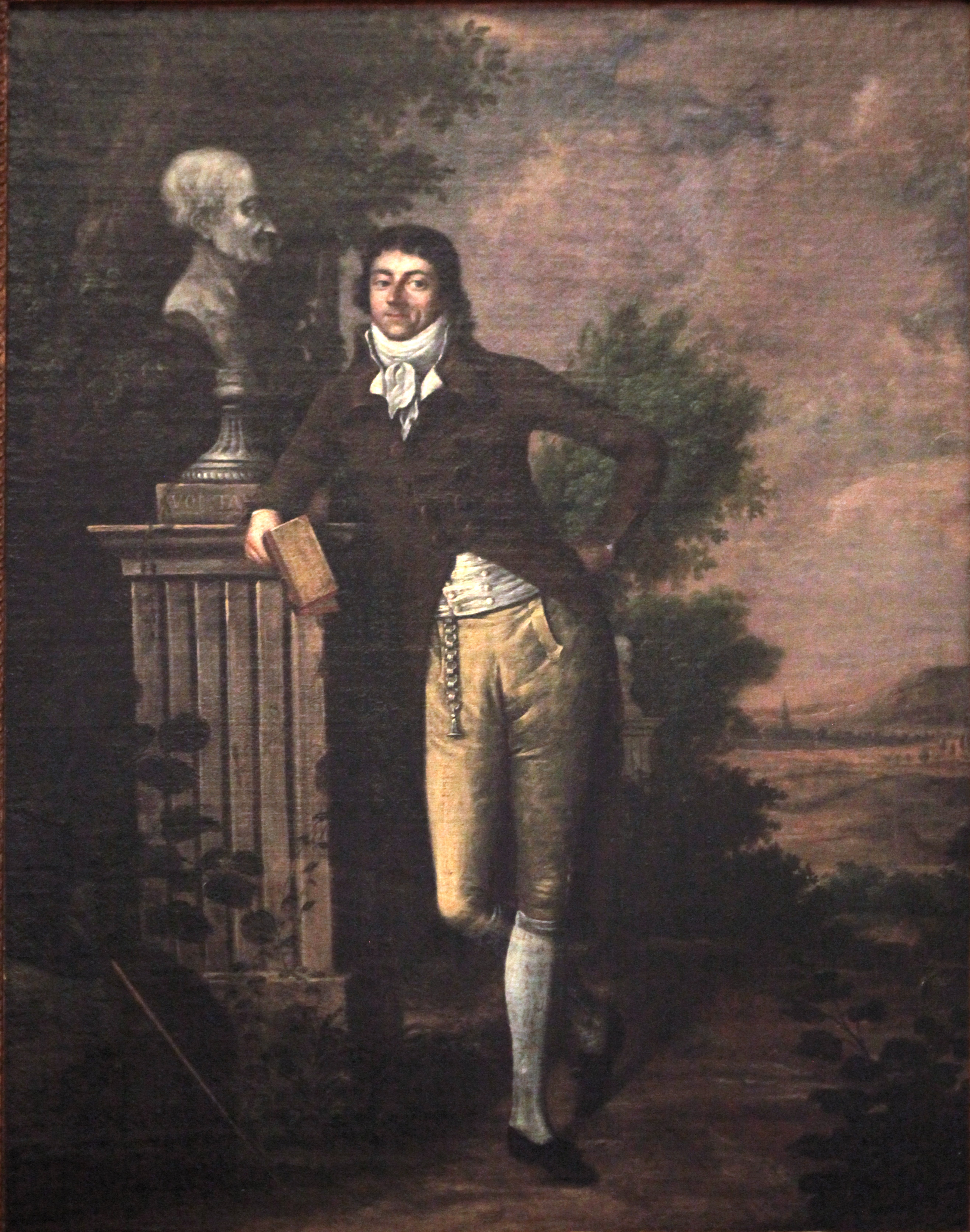
Dominique Joseph Garat auf einem 1794 entstandenen Gemälde von Johann Friedrich Dryander.

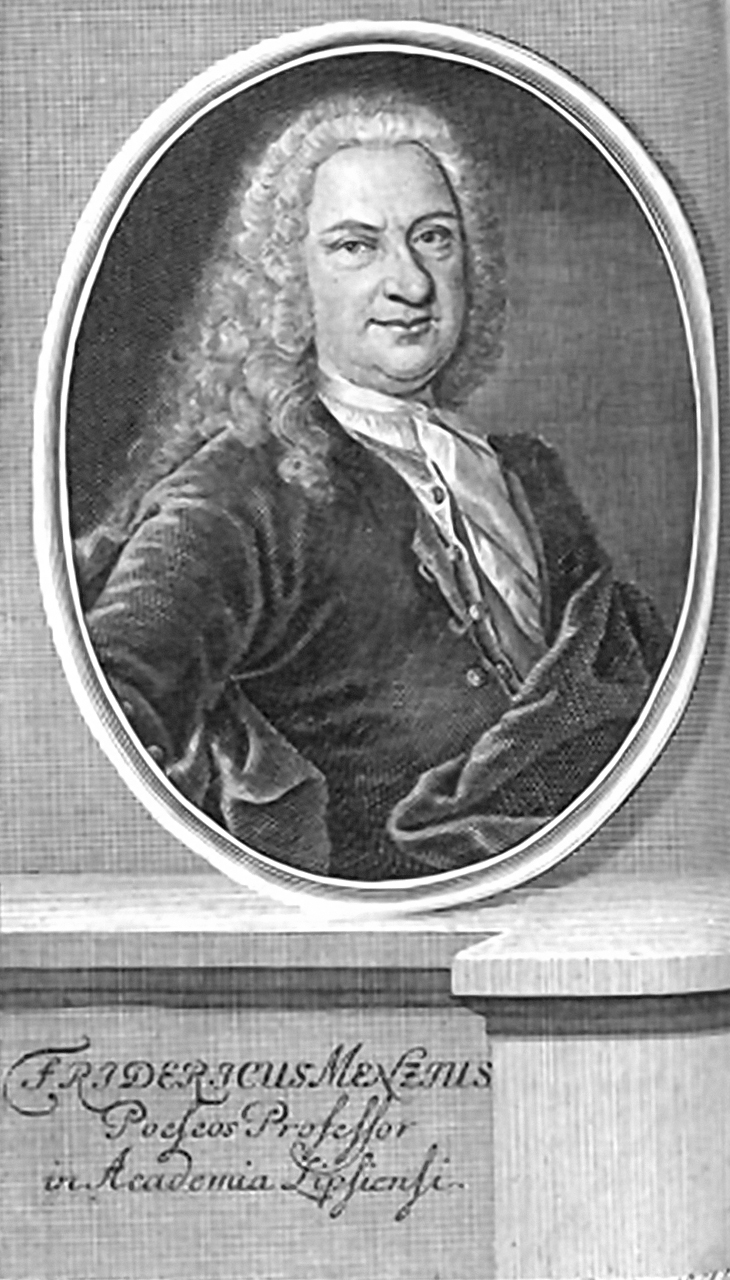
Johann Friedrich Menz

### Bücher
- John Cleland – The Case of the Unfortunate Bosavern Penlez
- John Gilbert Cooper – The Life of Socrates
- Henry Fielding
  - The History of Tom Jones, a Foundling
  - The True State of the Case of Bosavern Penlez (als Antwort auf Cleland)
- Sarah Fielding
  - The Governess
  - Remarks on 'Clarissa
- Eliza Haywood – Dalinda
- Aaron Hill – Gideon
- William Mason – Isis
- Gilbert West – Odes of Pindar

### Drama
- Anonymous – Tittle Tattle (Adaption von Swifts Genteel and Ingenious Conversations)
- Carlo Goldoni – La vedova scaltra; La putta onorata
- William Hawkins – Henry and Rosamund
- Aaron Hill – Meropé
- Samuel Johnson – Irene
- Gotthold Ephraim Lessing – Die Juden; Samuel Henzi
- Jean-François Marmontel – Aristomène, Tragödie
- Tobias Smollett – The Regicide
- James Thomson – Coriolanus
- Voltaire – Nanine und Sémiramis

### Lyrik
- John Brown, On Liberty[2]
- William Collins:
  - Ode Occasion'd by the Death of Mr. Thomson – James Thomson died in August 1748[2]
  - „The Passions“
- Thomas Cooke – An Ode on Beauty, anonym veröffentlicht[2]
- Joseph Dumbleton – „A RHAPSODY on RUM“, ein populäres Gedicht über die zerstörerische Wirkung des Rum-Genusses; zunächst in der South Carolina Gazette veröffentlicht und später in diversen Tageszeitungen des kolonialen Nordamerikas veröffentlicht[3]
- Aaron Hill – Gideon; or, The Patriot[2]
- Samuel Johnson – The Vanity of Human Wishes: The tenth satire of Juvenal, imitated[2]
- Henry Jones – Poems on Several Occasions[2]
- Ewald Christian von Kleist – Der Frühling
- William Mason – Isis: An elegy[2]
- Edward Moore – An ode to David Garrick upon the talk of the town
- Johann Peter Uz – Lyrische Gedichte
- Gilbert West – Odes of Pindar[2]

### Sachbuch/Wissenschaftliche Literatur
- Joseph Ames – Typographical Antiquities
- George Berkeley – A Word to the Wise
- Thomas Birch – Historical view of Negotiations between the Courts of England, France and Brussels 1592-1617
- John Brown – On Liberty
- William Rufus Chetwood – A General History of the Stage
- Étienne Bonnot de Condillac – Essai sur l’origine des connaissances humaines
- Denis Diderot –  Lettre sur les aveugles à l'usage de ceux qui voient
- David Hartley – Observations on Man, his Frame, his Duty, and his Expectations
- David Hume – Enquiry concerning Human Understanding; Three Essays
- Samuel Johnson – The Vanity of Human Wishes
- William Law – The Spirit of Prayer
- Aeschil Nordholm – Jemtlands Djurfänge
- Lauritz de Thurah – Den Danske Vitruvius, volume II
- Paul Rapin de Thoyras – Kurze Begründung oder Kern der Historie von England bis zu dem Tode der Königin Anna.
- Henry St. John – Letters on the Spirit of Patriotism
- Voltaire – Sermon des cinquante
- John Wesley – A Plain Account of the People Called Methodists

## Geboren
- 13. Januar: Friedrich Müller, deutscher Maler, Kupferstecher und Dichter des Sturm und Drang († 1825)
- 16. Januar: Vittorio Alfieri, italienischer Dichter († 1803)

- 17. Februar: Nikolaus Kindlinger, deutscher katholischer Priester, Handschriften- und Siegelsammler, Archivar, Herausgeber und Literat († 1819)
- 10. März: Lorenzo da Ponte, italienischer Librettist in Wien († 1838)
- 16. März: Joseph Richter, österreichischer Schriftsteller († 1813)
- 17. März: Charles-Nicolas Favart, französischer Schauspieler und Schriftsteller († 1806)
- 25. März: Johanne Friederike Lohmann, deutsche Schriftstellerin († 1811)
- 26. März: Karl Martin Plümicke, deutscher Bühnenautor († 1833)
- 09. April: Camillo Federici, italienischer Lustspieldichter († 1802)
- 19. April: Ōta Nampo, japanischer Schriftsteller († 1823)
- 04. Mai: Charlotte Turner Smith, englische Schriftstellerin, Dichterin und Übersetzerin französischer Prosa († 1806)
- 05. Juni: Jenny von Voigts, deutsche Schriftstellerin und Tochter von Justus Möser († 1814)
- 21. August: Edvard Storm, norwegischer Lyriker und Pädagoge († 1794)
- 28. August: Johann Wolfgang von Goethe, deutscher Dichter und Gelehrter († 1832)
- 29. August: Franz Heinrich Bispink, deutscher Schriftsteller, Buchhändler und Verleger († 1820)
- 31. August: Alexander Nikolajewitsch Radischtschew, russischer Philosoph und Schriftsteller († 1802)
- 01. September: Lorenz Leopold Haschka, österreichischer Lyriker († 1827)
- 07. September: Anton Matthias Sprickmann, deutscher Schriftsteller und Jurist († 1833)
- 08. September: Dominique Joseph Garat, französischer Politiker und Schriftsteller († 1833)
- 11. September: Justus Perthes, deutscher Buchhändler und Verleger († 1816)
- 17. November: Johann Erich Biester, deutscher Philosoph († 1815)
- 27. Dezember: Sophie Eleonore von Kortzfleisch, deutsche Schriftstellerin († 1823)
- ohne Datum: Johann Christian Henrici, deutscher Rhetoriker und Altertumsforscher († 1818)
- ohne Datum: Menachem Mendel Lefin, hebräischer Schriftsteller und bedeutender Repräsentant der ersten Periode der galizisch-russischen Haskala († 1826)

## Gestorben
- 22. Januar: Matthew Concanen, englischer Dichter (* 1701)
- Mai: Samuel Boyse, englischer Dichter und Dramatiker (* 1708)
- 09. Mai: Salomo Heinrich Vestring, livländischer Geistlicher und Literat, Autor eines der ersten umfassenden estnisch-deutschen Wörterbücher (* 1663)
- 19. Juni: Ambrose Philips, englischer Dichter (* 1675)
- 17. Juli: Samuel Henzi, Schweizer Schriftsteller, Politiker und Revolutionär (* 1701)
- 13. August: Johann Elias Schlegel, deutscher Dichter, Jurist und Dichtungstheoretiker (* 1719)
- 10. September: Émilie du Châtelet, französische Mathematikerin, Physikerin, Philosophin, Freundin von Voltaire und Übersetzerin von Isaac Newtons Principia sowie Salonière (* 1706)
- 19. September: Johann Friedrich Menz, deutscher Philosoph, Literaturwissenschaftler und Physiker (* 1673)
- 20. November: Beat Ludwig von Muralt, Schweizer Vertreter der frühen Aufklärung und des radikalen Pietismus (* 1665)